# Jean Véronis
Jean Véronis (né le 3 juin 1955 à Toulon et mort accidentellement le 8 septembre 2013, à Carry-le-Rouet) est un universitaire et un blogueur français. Il est professeur de linguistique et d'informatique à l'université d'Aix-Marseille et consultant auprès de diverses entreprises de technologies, dont Orange et Pages Jaunes. Il a fondé l'entreprise Jean Véronis Technologies (jvTech), spécialisée dans le traitement automatique des langues et la fouille de textes. Il a été de 2007 à 2012 conseiller scientifique du laboratoire de recherche privé Wikio Labs (devenu eBuzzing Labs fin 2011). En janvier 2013, il crée avec le spécialiste des médias numériques Benoît Raphaël la start-up Trendsboard, dont l’objet est de fournir une solution de veille en temps réel pour les salles de rédaction.

## Biographie
Jean Véronis a enseigné plusieurs années aux États-Unis, notamment au Vassar College, a participé à l'élaboration des propositions pour l'encodage sémantique des dictionnaires avec la Text Encoding Initiative et a été président de l'Association pour le traitement automatique des langues de 2000 à 2008. Il est, à sa mort, membre du Laboratoire d'informatique fondamentale de Marseille (LIF).
Publiés sur son blog, ses travaux ont montré que Google gonflait pour des raisons marketing le nombre de pages renvoyées à chaque requête, ce qui lui a valu des citations dans de grandes revues scientifiques françaises et internationales. Son blog était en 2006 l'un des plus visités de la blogosphère française,. Durant l'élection présidentielle française de 2007, ses travaux ont porté sur le langage des candidats. Il a notamment mis en ligne divers outils permettant de suivre la campagne, dont un moteur de recherche sur les discours des différentes candidats,et un outil de suivi de la presse nationale.
Jean Véronis a participé à de nombreuses émissions de radio et de télévision (par exemple dans J'ai mes sources sur France Inter, Travaux Publics sur France Culture, l'heure de Pascale Laffite-Certa sur Europe 1, Déshabillons-les sur Public Sénat, Arrêt sur Images sur France 5, Esprits Libres sur France 2, Ce soir ou jamais sur France 3, etc.).

## Ouvrages
- (en) Text Encoding Initiative : Background and Context (en collaboration avec Nancy Ide, Kluwer Academic Publishers)  (ISBN 978-94-011-0325-1)
- (en) Parallel Text Processing : Alignment and use of translation corpora (Kluwer Academic Publishers)  (ISBN 0-7923-6546-1)
- Le Traitement automatique des corpus oraux (Hermès Science)  (ISBN 978-2746210837)
- Combat pour l'Élysée (avec Louis-Jean Calvet, Éditions du Seuil)  (ISBN 978-2020892063)
- Les Politiques mis au Net (avec Estelle Véronis et Nicolas Voisin, Éditions Max Milo)  (ISBN 978-2353410101)
- François Bayrou : Confidences (avec Estelle Véronis et Nicolas Voisin, Éditions Max Milo)  (ISBN 978-2353410170)
- Les Mots de Nicolas Sarkozy (avec Louis-Jean Calvet, Éditions du Seuil)  (ISBN 978-2020956314)[2]